# Liste der Kulturdenkmäler in Ober-Erlenbach
Die folgende Liste enthält die in der Denkmaltopographie ausgewiesenen Kulturdenkmäler auf dem Gebiet des Ortsteils Ober-Erlenbach der  Stadt Bad Homburg vor der Höhe, Hochtaunuskreis, Hessen.
Hinweis: Die Reihenfolge der Denkmäler in dieser Liste orientiert sich an der Anschrift, alternativ ist sie auch nach der Bezeichnung, der vom Landesamt für Denkmalpflege vergebenen Nummer oder der Bauzeit sortierbar.
Kulturdenkmäler werden fortlaufend im Denkmalverzeichnis des Landes Hessen durch das Landesamt für Denkmalpflege Hessen auf Basis des Hessischen Denkmalschutzgesetzes (HDSchG) geführt. Die Schutzwürdigkeit eines Kulturdenkmals hängt nicht von der Eintragung in das Denkmalverzeichnis des Landes Hessen oder der Veröffentlichung in der Denkmaltopographie ab.

| Bild                           | Bezeichnung                                                        | Lage                                                                                    | Beschreibung                                                                                         | Bauzeit                | Objekt-Nr. |
| ------------------------------ | ------------------------------------------------------------------ | --------------------------------------------------------------------------------------- | --- | ---------------------- | ---------- |
| Wohnhaus                       | Wohnhaus                                                           | Ober-Erlenbach, Am alten Rathaus 1 LageFlur: 1, Flurstück: 170/1                        | | 1725 bis 1775          | 7504 DDB   |
| Wohnhäuser                     | Wohnhäuser                                                         | Ober-Erlenbach, Am alten Rathaus 5/7 LageFlur: 1, Flurstück: 160/1, 164/1               | | 1685 bis 1695          | 7506 DDB   |
| Alte Schule                    | Alte Schule                                                        | Ober-Erlenbach, Am alten Rathaus 9 LageFlur: 1, Flurstück: 160/1                        | | 1901                   | 7508 DDB   |
| weitere Bilder                 | Fachwerkwohnhaus                                                   | Ober-Erlenbach, Am alten Rathaus 16 LageFlur: 1, Flurstück: 77/1                        | ehemaliger Amtssitz des Lehnsherren aus Ingelheim                                                    | 1725 bis 1775          | 7510 DDB   |
| weitere Bilder                 | Wohnhaus                                                           | Ober-Erlenbach, Bornstraße 14 LageFlur: 1, Flurstück: 439                               | Das Gebäude diente von ca. 1855 bis vor 1924 als Synagoge                                            | vor 1855               | 7601 DDB   |
| Zehntscheune                   | Zehntscheune                                                       | Ober-Erlenbach, Bornstraße 18 LageFlur: 1, Flurstück: 523/2                             | Lagerort für den zehnten Teil der Ernte, der an den Ingelheimer Lehnsherren abgetreten werden musste | 1737                   | 7603 DDB   |
| weitere Bilder                 | Fachwerkwohnhaus                                                   | Ober-Erlenbach, Bornstraße 69 LageFlur: 1, Flurstück: 189/1                             | | 1695 bis 1705          | 7605 DDB   |
| weitere Bilder                 | Hessische Staatsdomäne                                             | Ober-Erlenbach, Burgholzhäuser Straße 2a–2d LageFlur: 2, Flurstück: 2/2                 | | Anfang 19. Jahrhundert | 7613 DDB   |
| Bild gesucht BW                | Ortskern Ober-Erlenbach                                            | Ober-Erlenbach, Gesamtanlage Lage                                                       | |                        | 7494 DDB   |
| Fachwerkwohnhaus               | Fachwerkwohnhaus                                                   | Ober-Erlenbach, Martinskirchstraße 1 LageFlur: 1, Flurstück: 187/3                      | | Anfang 18. Jahrhundert | 8170 DDB   |
| Fachwerkwohnhaus               | Fachwerkwohnhaus                                                   | Ober-Erlenbach, Martinskirchstraße 11 LageFlur: 1, Flurstück: 80                        | | 1725 bis 1775          | 8172 DDB   |
| Brücke                         | Brücke                                                             | Ober-Erlenbach, Ober-Erlenbacher Straße o. Nr. LageFlur: 1, Flurstück: 811              | 1866 in Buntsandstein erbaute, 1880 durch zweifache Wölbung verstärkte Brücke.                       | 1866                   | 8198 DDB   |
| Wohnhaus                       | Wohnhaus                                                           | Ober-Erlenbach, Ober-Erlenbacher Straße 1 LageFlur: 1, Flurstück: 191                   | |                        | 8200 DDB   |
| Wohnhaus und Tor               | Wohnhaus und Tor                                                   | Ober-Erlenbach, Ober-Erlenbacher Straße 3 LageFlur: 1, Flurstück: 188                   | | Anfang 18. Jahrhundert | 8202 DDB   |
| weitere Bilder                 | Kath. Kirche St. Martin, Rest der Kirchhofmauer und Kriegerdenkmal | Ober-Erlenbach, Ober-Erlenbacher Straße 9 LageFlur: 1, Flurstück: 46/3                  | | 1767                   | 8203 DDB   |
| weitere Bilder                 | Hofanlage                                                          | Ober-Erlenbach, Ober-Erlenbacher Straße 11 LageFlur: 1, Flurstück: 43/1                 | | 1725 bis 1775          | 8204 DDB   |
| weitere Bilder                 | Wohnhaus                                                           | Ober-Erlenbach, Ober-Erlenbacher Straße 12 LageFlur: 1, Flurstück: 467                  | | 1719                   | 8206 DDB   |
| weitere Bilder                 | Wohnhaus und Tor                                                   | Ober-Erlenbach, Ober-Erlenbacher Straße 16 LageFlur: 1, Flurstück: 469/2                | | Anfang 18. Jahrhundert | 8208 DDB   |
| Fachwerkwohnhaus               | Fachwerkwohnhaus                                                   | Ober-Erlenbach, Ober-Erlenbacher Straße 18 LageFlur: 1, Flurstück: 494                  | | 1795 bis 1805          | 8210 DDB   |
| Wegekreuz                      | Wegekreuz                                                          | Ober-Erlenbach, Seulberger Straße (Ecke Homburger Straße) LageFlur: 1, Flurstück: 410/1 | |                        | 8376 DDB   |
| Kreuzigungsgruppe auf Friedhof | Kreuzigungsgruppe auf Friedhof                                     | Ober-Erlenbach, Wetterauer Straße 22 LageFlur: 17, Flurstück: 60/2                      | |                        | 8462 DDB   |